# Карусель на базарній площі
Карусель на базарній площі (рос. Карусель на базарной площади) — радянський художній фільм 1986 року, знятий на кіностудії «Мосфільм».

## Сюжет
Трагічна подія на дорозі — під колесами машини гине жінка. Сиротами залишаються три її доньки. Головний герой, колишній фронтовик, який сидів за кермом, хоча і не зі своєї вини скоїв наїзд, відчуває відповідальність за долю дітей. Багато душевних сил і тепла знадобилося йому, щоб зблизитися з дівчатками і стати для них майже рідною людиною.

## У ролях
- Регімантас Адомайтіс — Олексій Пряхін
- Сергій Гармаш — Анатолій
- Олена Бондарчук — Зінаїда
- Галина Дьоміна — тітка Груня
- Надія Бутирцева — Валя
- Катерина Роганова — Маша
- Марія Перфільєва — Ліза
- Марина Бакульова — Катя
- Ромуалдс Анцанс — лікар
- Олена Глєбова — Сахно
- Людмила Дребньова — Нюра
- Олександр Безпалий — дезертир
- Віктор Уральський — старий-міліціонер
- Галина Самохіна — епізод
- Данило Нетребін — епізод
- Віктор Чеботарьов — епізод
- Ольга Цивильова — епізод
- Наталія Кисліцина — епізод
- Людмила Романова — продавчиня
- Михайло Салес — епізод
- Світлана Коновалова — епізод
- Євген Тетервов — епізод

## Знімальна група
- Режисер — Микола Стамбула
- Сценарист — Альберт Ліханов
- Оператор — Борис Бондаренко
- Композитор — Владислав Шуть
- Художники — Раїс Нагаєв, Микола Саушин